# O Republikę Prezydencką
O Republikę Prezydencką (łot. Par prezidentālu republiku, PPR) – łotewska partia polityczna powstała w 2010. 

## Historia
Ugrupowanie zostało założone na kongresie w Rydze w dniu 27 marca 2010. Swą uwagę koncentruje wokół kwestii reformy systemu politycznego polegającej na wprowadzeniu bezpośrednich wyborów prezydenckich i wzmocnieniu kompetencji głowy państwa. Partia opowiada się za przyjęciem przez Sejm długoterminowego programu rozwoju gospodarczego, który realizowaliby apolityczni i kompetentni ministrowie. Jest zwolenniczką systemu zabezpieczeń społecznych, a także takiego systemu podatkowego, który będzie stymulował rozwój gospodarki, pomocy dla rolnictwa, a także zwiększenia nakładów na naukę. 
Opowiada się za zwiększeniem roli społeczeństwa w rządzeniu krajem, wzmocnieniem związków zawodowych i związków przedsiębiorców, a także za możliwością odwoływania posłów na Sejm. 
Przewodniczącym partii jest Einars Grigors, były radny Jełgawy. Partia ubiegała się o mandaty w wyborach do Sejmu X kadencji w 2010, uzyskując 7101 głosów (0,74%) i nie przekroczyła bariery uprawniającej do udziału w podziale mandatów.